# Queens League
La Queens League, coneguda oficialment com a Queens League Oysho per motius de patrocini, és una lliga de futbol a 7 de Barcelona creada el 2023 per Gerard Piqué, personalitats del futbol i streamers d'Internet. Es basa en la Kings League, llançada per Piqué poc abans. Les regles de la lliga inclouen una tanda de penals de desempat, substitucions il·limitades i la implementació d'armes secretes.

## Història
Poc després que comencés la temporada inaugural de la Kings League, Oriol Querol, CEO de Kings League i director de Kosmos Holding, va anunciar la Queens League, una competició per a dones. A partir de maig del 2023, els partits de la Queens League es jugaran els dissabtes, i els de la Kings League, els diumenges. Exjugadores espanyoles com Priscila Borja i Willy es van oferir per formar part de la Queens League. Ibai Llanos, del Porcinos, va ser el primer president de la Kings League a confirmar la creació del seu equip femení, el Porcinas. L'exjugador Borja Fernández es va oferir per entrenar l'equip.
La Lliga de les Reines va tenir un primer esdeveniment el 24 de febrer de 2023 al Cupra Arena, amb tots els equips de la Kings League participant en el nou torneig; alguns han canviat la marca de l'equip femení, i d'altres han introduït més streamers femenines i figures populars com a presidentes.
Mentre que a la primera temporada de la Kings League van participar antics futbolistes professionals, a la Queens League també hi ha professionals en actiu, sobretot en l'organització dels equips: La jugadora del FC Barcelona i de la selecció suïssa Ana-Maria Crnogorčević forma part de la plantilla del Saiyans FC; les companyes de club Patricia Guijarro, Clàudia Pina i Sandra Paños són ambaixadores d'equips; igual que l'espanyola Jennifer Hermoso i la xilena Christiane Endler. La número u del draft va ser l'egípcia del Saragossa CFF i exjugadora del Barcelona Sara Ismael.
El diari esportiu mexicà Récord va escriure en anunciar-se la Queens League que seria important per promoure la igualtat de gènere al món dels videojocs. Els equips de la Queens League tenen les mateixes condicions i salari que els de la Kings League.

## Equips
| Equip             | Entrenador/a      | President/a                             |
| ----------------- | ----------------- | --------------------------------------- |
| 1K FC             | Elba de Vega      | Maite Carrillo (Mayichi)                |
| Aniquiladoras FC  | Marta Sánchez     | Esperanza Borrás (Espe)                 |
| El Barrio         | Micky Ollé        | Adri Contreras                          |
| Jijantas FC       | Manu Sánchez      | Paula González Núñez (Paula Gonu)       |
| Kunitas           | Ari Font          | Morena Beltrán                          |
| Las Troncas FC    | Manu Lanzarote    | Violeta G                               |
| PIO FC            | Flor de Luna Pila | Samantha Rivera (Rivers)                |
| Porcinas FC       | Rubén Casado      | Gemma Gallardo (Gemita)                 |
| Rayo de Barcelona | Rubén Rodríguez   | Martí Miràs (Spursito)                  |
| Saiyans FC        | Jessica Rodríguez | David Cánovas (TheGrefg)                |
| Ultimate Móstoles | Mireia Vera       | Noelia San Martín (Noe9977)             |
| xBuyer Team       | Sergio Ruz        | Javier (xBuyer) i Eric Ruiz (MiniBuyer) |

## Temporada 1 (2023)
Les 11 jugadores de cada equip es van anunciar abans del draft del 16 d'abril del 2023. L'empresa de roba esportiva Oysho és el principal patrocinador i proveïdor d'equipacions de la lliga. La primera temporada començà el 6 de maig del 2023 i celebrarà el seu Final Four el 29 de juliol.

## Prohibició del català
Igual que la seva competició bessona Kings League, i tot i jugar-se al Camp Nou, l'organització ha pressionat jugadores i periodistes perquè no fessin anar el català, provocant una allau de crítiques a les xarxes socials.